# Team Sleep (álbum)
| Críticas profissionais                                                      | Críticas profissionais |
| Avaliações da crítica                                                       | Avaliações da crítica  |
| Fonte                                                                       | Avaliação              |
| --------------------------------------------------------------------------- | ---------------------- |
| Allmusic                                                                    | [ 1 ]                  |
| Pitchfork Media                                                             | [ 2 ]                  |
| Sputnikmusic                                                                | [ 3 ]                  |
| Ultimate Guitar                                                             | [ 4 ]                  |
| Esta tabela precisa de ser acompanhada por texto em prosa. Consulte o guia. |                        |

Team Sleep é o primeiro álbum da banda homônima norte-americana de rock alternativo, Team Sleep. O álbum foi lançado na Europa, em 9 de maio do ano de  2005, pela Maverick Records, produzido por Greg Wells, com a colaboração de Rufus Wainwright, Creeper Lagoon e Mika.
Nos Estados Unidos, o disco foi lançado em 10 de maio do mesmo ano.

## Origem
Lá no final dos anos 90, Chino começou a sentir a necessidade de fazer algo fora da sonoridade pesada do Deftones. Ele queria criar músicas mais atmosféricas, suaves e eletrônicas, algo que fugisse do metal alternativo.
Assim nasceu o projeto Team Sleep, inicialmente com o amigo Todd Wilkinson, um guitarrista autodidata e de estilo lo-fi, e com o DJ CrookOne, que trouxe batidas eletrônicas e samples para a mistura.
O grupo começou a gravar demos por volta de 2001–2002, e rapidamente essas gravações vazaram na internet. Algumas dessas faixas ficaram famosas entre os fãs antes mesmo do lançamento oficial do disco, como:
- “Natalie Portman” (que depois virou “Live From the Stage”)
- “Cambodia” (que virou “Ever (Foreign Flag)”)
- “Kool-Aid Party” (gravada com Mike Patton, mas ficou de fora da versão final)

Os vazamentos causaram problemas: a gravadora Maverick Records travou o lançamento, alegando que as músicas já estavam muito circuladas online e seriam difíceis de vender. O projeto ficou em stand by por um tempo.
Além do problema com os vazamentos, havia outro obstáculo: a agenda do próprio Chino. Como o Deftones estava no auge, ele ficou sem tempo pra se dedicar totalmente ao Team Sleep.
Mesmo assim, as sessões continuaram entre 2003 e 2004, e o álbum finalmente foi finalizado com ajuda de produtores como Greg Wells e do lendário Ross Robinson (famoso por produzir bandas como Korn e Slipknot, embora tenha tido envolvimento limitado no resultado final do Team Sleep).

## O Álbum
O disco saiu em 2005, com uma sonoridade muito diferente do que os fãs do Deftones estavam acostumados. Não tem metal, não tem gritaria, não tem riffs pesados.
O que tem é uma mistura de:
- Dream pop
- Trip-hop
- Shoegaze
- Música eletrônica experimental

As músicas são viajadas, cheias de camadas sonoras, guitarras atmosféricas, batidas quebradas e vocais sussurrados.
Participaram do álbum nomes como:
- Rob Crow (Pinback), cantando em faixas como “Princeton Review”
- Mary Timony (Helium), em “Tomb of Liegia”
- Zach Hill (Death Grips/Hella), na bateria, dando um toque caótico em algumas faixas